# Ruelle du Caquet
La ruelle du Caquet  (en alsacien : Klappergässel) est une voie de Strasbourg, rattachée administrativement au quartier Bourse - Esplanade - Krutenau. 

## Situation et accès
Située dans le quartier historique de la Krutenau, à proximité de la place de Zurich, elle relie la rue de Zurich à la rue de la Krutenau, comme la rue Sainte-Catherine, qui lui est parallèle au nord. C'est une voie piétonne.

## Origine du nom et histoire
La thématique du caquetage (bavardage, commérage) à propos de cette étroite ruelle est présente dès le Moyen Âge. Selon Adolphe Seyboth, Lappergesselin est mentionné en 1391 et en 1439 ; Klappergesselin en 1580, 1587, 1770 ; Lappergasse en 1603 ; Plaudergässel en 1786 ; Rätschgässel en 1863. 

Alors que le verbe klappern possède plusieurs significations : « produire du bruit, en frottant les uns contre les autres des objets durs » ou bien « bavarder », c'est ce deuxième sens qui semblait le plus usité à Strasbourg : en particulier, Geiler, Brant et Murner l'employaient fréquemment. Seyboth, dans un autre ouvrage, rappelle aussi que ce nom, très répandu, servait à désigner, dans les différents quartiers, les ruelles particulièrement étroites. Il s'interroge à son tour : 

« Faut-il chercher son origine dans le claquement des semelles des passants, répercuté sur les murailles que leur rapprochement rendait sonores, ou faut-il la chercher dans le caquetage des commères à la langue bien pendue, rassemblées sous le pas des portes, ou voisinant de fenêtre à fenêtre ! »

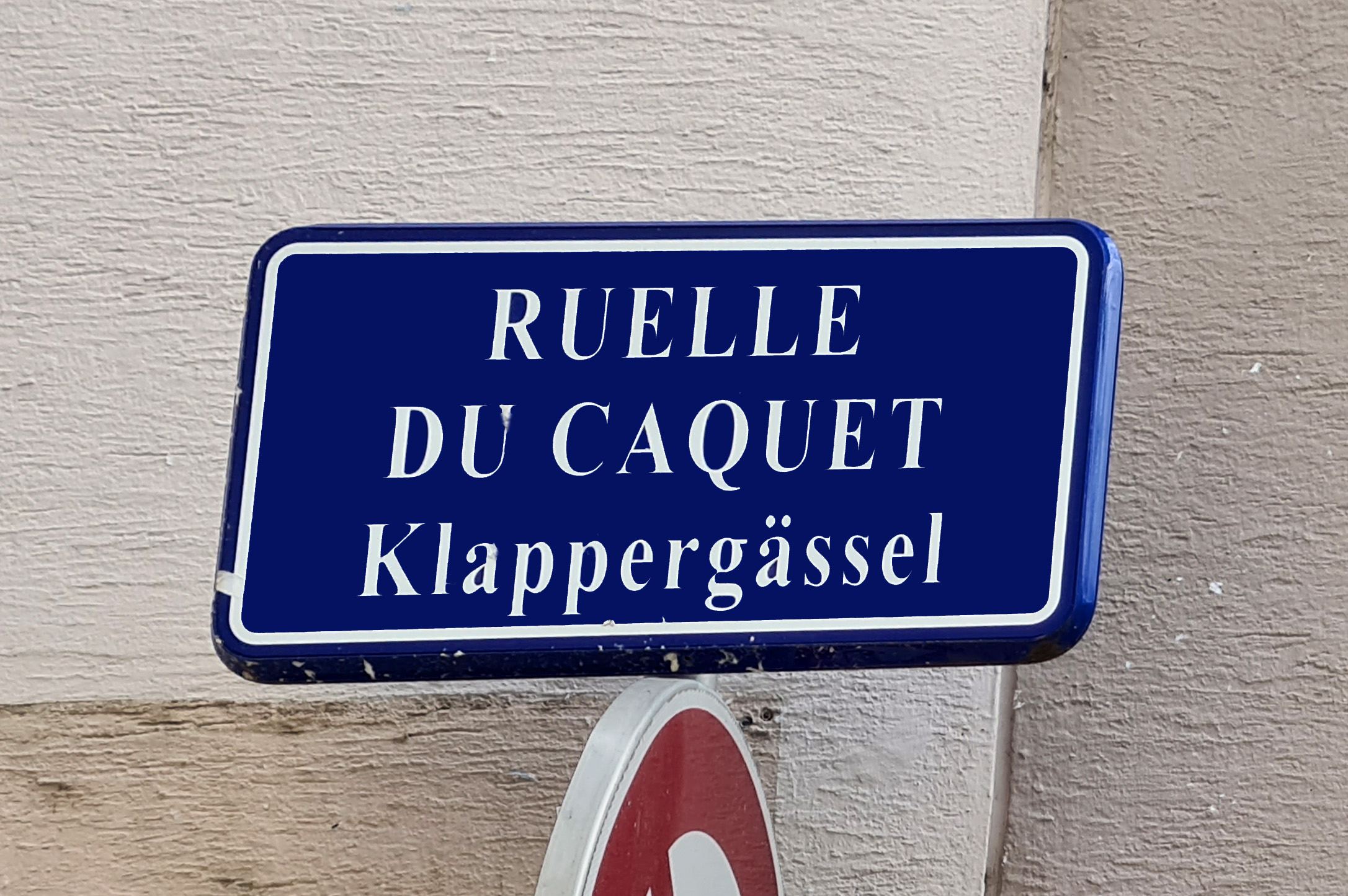
Plaque bilingue, en français et en alsacien.

Au moment de la Révolution, la voie est renommée  « rue du Désintéressement » (1794).
Avec quelques variantes et traductions, le thème du bavardage revient au XIXe siècle. Depuis 1945 la ruelle du Caquet a repris le nom français qu'elle portait déjà en 1856.
À partir de 1995, des plaques de rues bilingues, à la fois en français et en alsacien, sont mises en place par la municipalité lorsque les noms de rue traditionnels étaient encore en usage dans le parler strasbourgeois. Le nom de cette ruelle est alors sous-titré Klappergässel.

## Description
Étroite à l'origine, la ruelle ne l'est plus de manière régulière sur toute sa longueur. Contrairement aux extrémités, une section un peu plus large se trouve dans la partie centrale, comme on peut le voir ci-dessous.

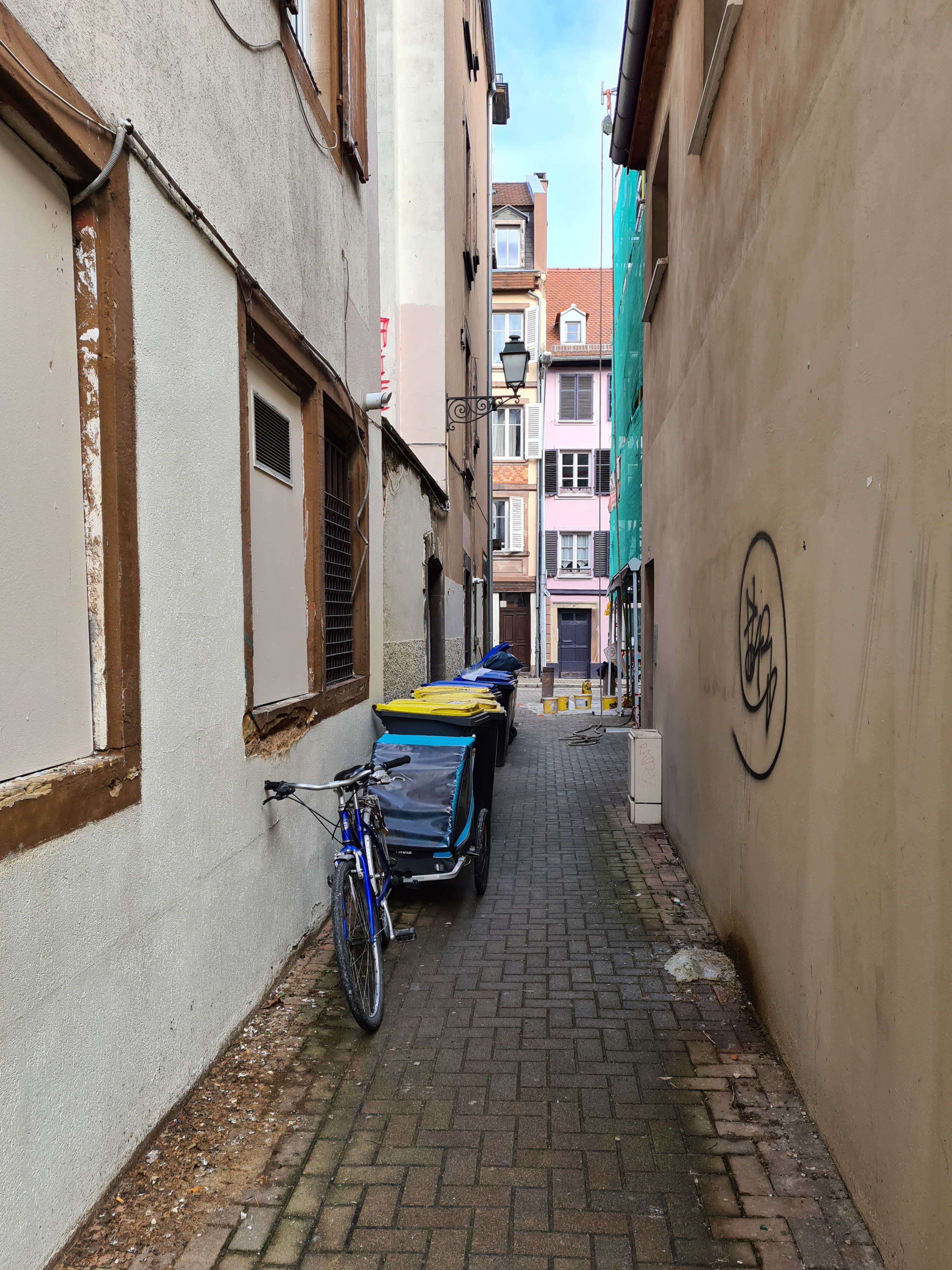
Vers la rue de la Krutenau.
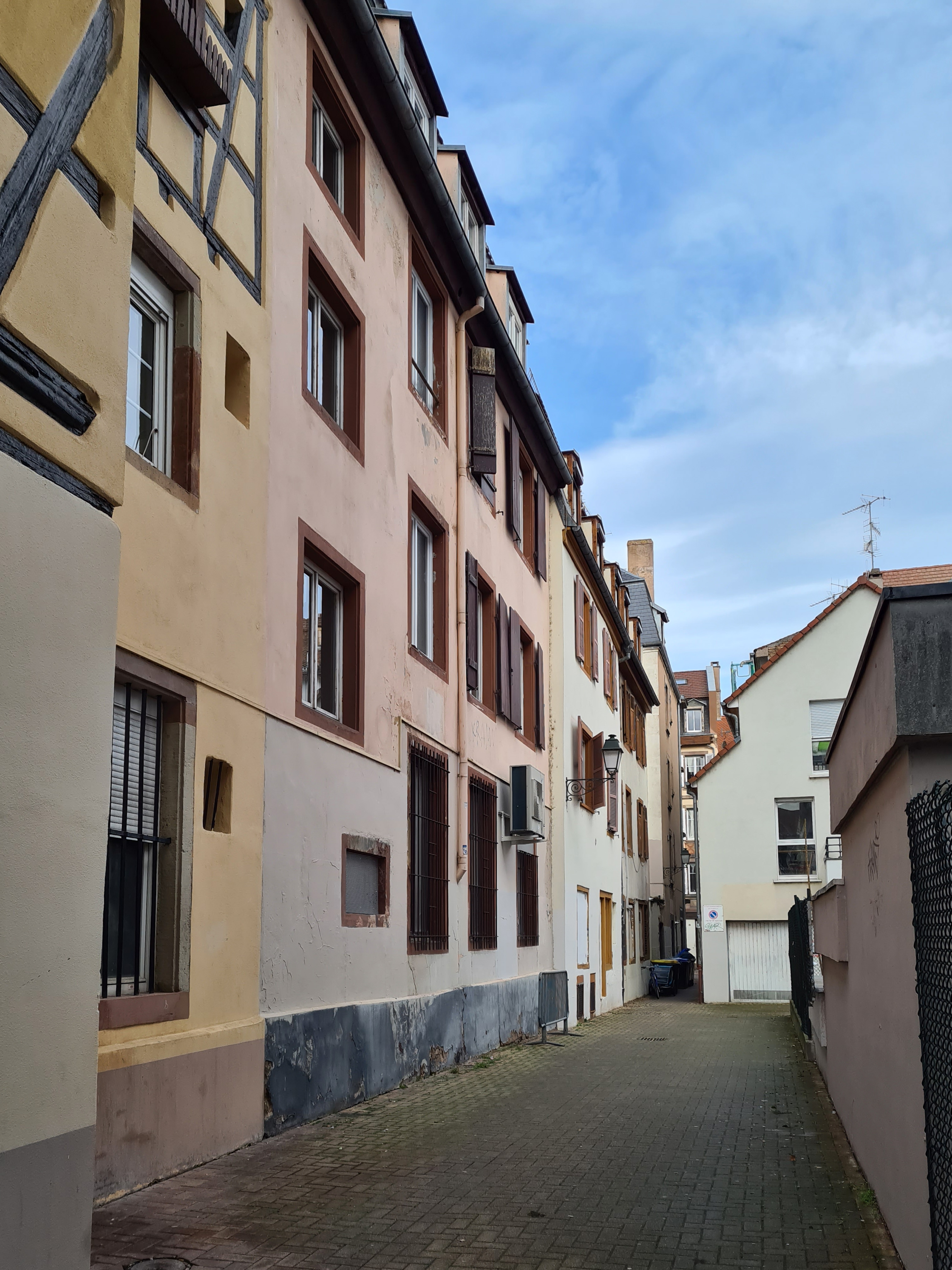
Section centrale plus large.
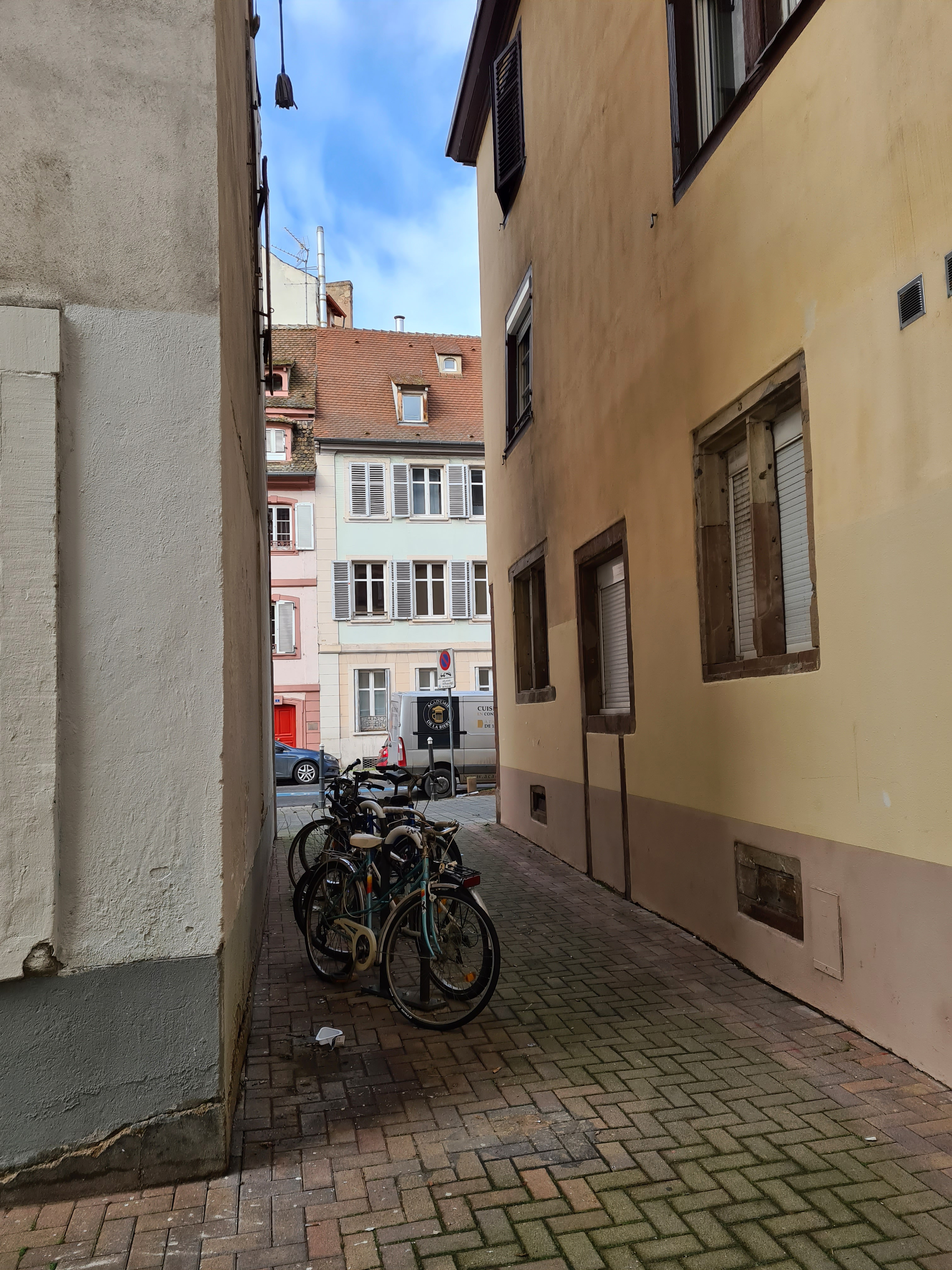
Vers la rue de Zurich.
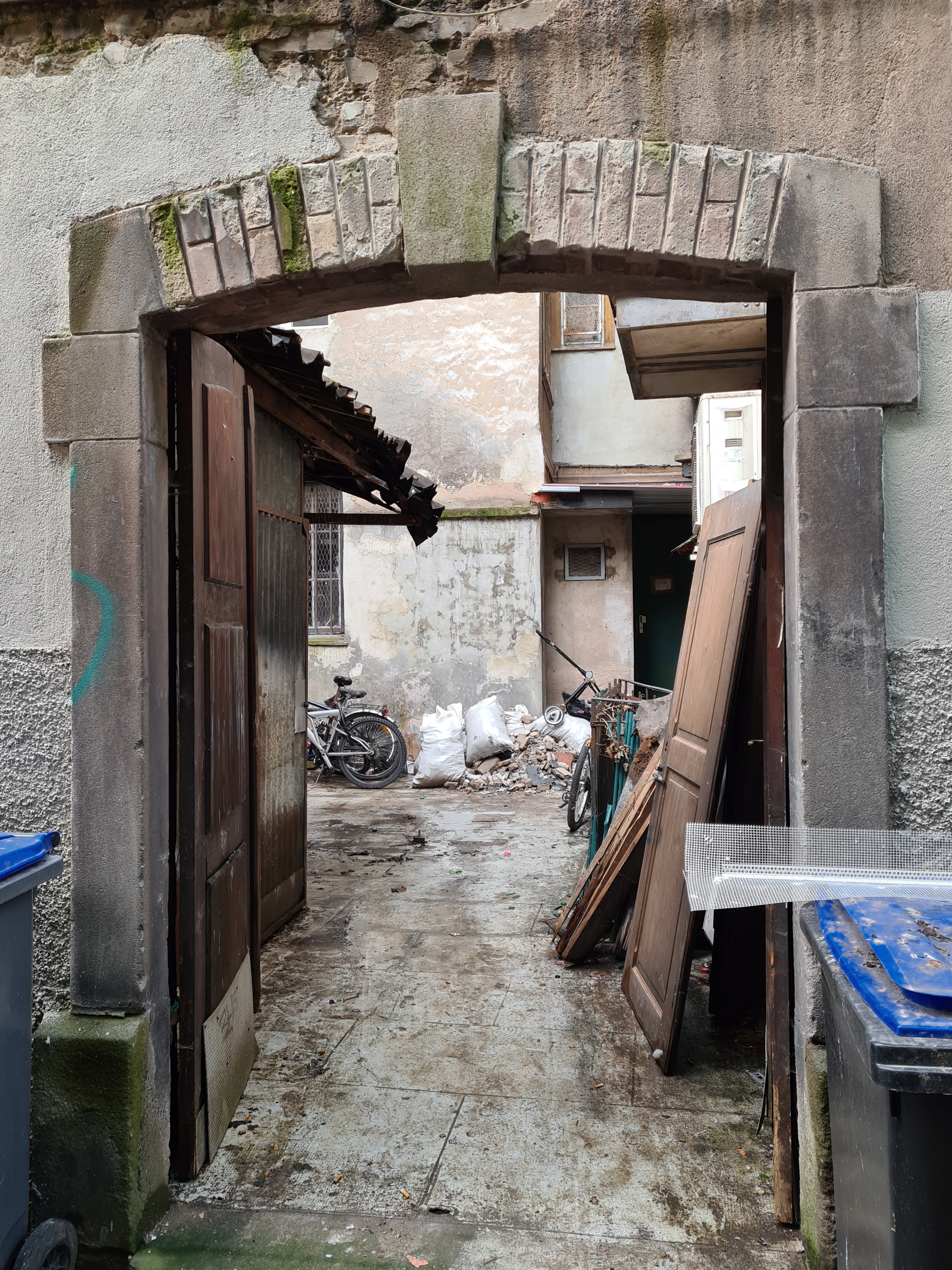
Entrée d'une ancienne maison.

Les anciens numéros 39 et 41 de la rue de Krutenau, où s'ouvrait le no 2 de la ruelle, ont été démolis en 1972.
Sur cet emplacement, un fragment de linteau avec un chien sculpté, daté du XVIe siècle, a été découvert. Il pourrait provenir de la maison Roma, mentionnée dès le XVe siècle sous différentes appellations (Zu Rome, Zu Rom, Zur langen Rohm). C'est là aussi que se trouvait la propriété appelée Hurenhoff (« cour des Ribaudes ») qui, en 1765, appartient à la fondation Saint-Nicolas-aux Ondes,.

À la fin du XIXe siècle, avec la construction d'un nouveau bâtiment, la partie qui formait l'entrée de la ruelle est reculée.